# Mimosa lundiana
Mimosa lundiana är en ärtväxtart som beskrevs av George Bentham. Mimosa lundiana ingår i släktet mimosor, och familjen ärtväxter. Inga underarter finns listade i Catalogue of Life.